# GT타워
GT타워(영어: GT-Tower)는 대한민국 서울특별시 서초구 서초동에 위치한 건물이다. 2006년경 허가를 받고 2008년에 착공하여 2011년 2월에 동관 GT 지티타워라는 명칭이 맞으나 GT타워라는 공식 명칭이 맞다.
GT타워의 본래 이름은 GT타워 동관이다. 이 건물의 서쪽에 GT타워 부지 약 4000m2(1200평)보다 넓은 5000m2(1500평) 역시 이곳 소유다. 회사는 자치단체와 협의가 끝나면 이곳에 서관을 지을 계획이다. 빌딩 외관은 동관과 비슷한 곡선형태가 될 예정이다. 다만 동관의 각층이 같은 면적이라면 서관은 넓고 좁은 형태가 층별로 차이를 보인다는 점에서 다르다. 언뜻 보면 항아리 모양이다. 그러나 건설이 취소되고 무산되었다.

## 역사
2006년에 동관 GT타워 건물이 허가를 받고 지상 24층, 지하 8층, PH 2층으로 구성된 동관 GT타워 계획이 있었다. 높이는 130m이며 대림산업이 이 건물을 건설할 계획이 있으며 2008년 착공까지는 계획이 있었다. 2008년 9월 1일에 착공하여 건설 당시 지상 24층 규모의 GT타워의 외벽에 사용된 유리는 모두 1만2500여장이고 이 가운데 2300장 정도는 전부 모양이 다르다. 여기에 사용된 알루미늄 바의 숫자는 약 2만2000개다. 2만개가 넘는 알루미늄 바를 이어 도심 속에 거대한 물결을 만들어 냈다. 2011년 2월 7일에 사용승인 당시 동관 GT타워가 완공하였다.

## 특징

### 동관 GT타워 특징
상상으로만 가능할 것 같은 외관을 현실에 구현하고자 대림산업은 1.58ｍ짜리 알루미늄 멀리언(mullion) 바를 이어 붙이는 방법을 사용했다. 일리노이 공대생들이 현장을 방문하는 등 연 400명 가량의 사람이 건설 현장을 찾아드면서 GT타워는 강남의 랜드마크로 자리잡고 있다.

#### 엘리베이터
총 12대(고속승강기 7대, 비상용 1대, 셔틀 4대)이며 승객용 8대, 누드승강기(상가용) 4대가 설치되어 있다. 광케이블설치 및 ACESS FLOOR설치로 자유로운 실내 배선공사하였다.

## 시설
동관 GT타워의 시설이다.
| 층수                | 시설                                                  |
| ------------------- | ----------------------------------------------------- |
| 24층                | 우리은행 TCE시그니처센터                              |
| 23층                | 한국로슈                                              |
| 22층                | 한국무라타전자                                        |
| 21층                | 한국무라타전자                                        |
| 20층                | 제일기획                                              |
| 19층                | 제일기획                                              |
| 18층                | 제일기획                                              |
| 17층                | 한국로슈                                              |
| 16층                | 한국로슈                                              |
| 15층                | 한국신에츠실리콘                                      |
| 14층                | 한국엘러간                                            |
| 13층                | IBK투자증권                                           |
| 12층                | 제일기획                                              |
| 11층                | 미래에셋생명보험, 아이디어허브                        |
| 10층                | 미래에셋생명보험                                      |
| 9층                 | 미래에셋생명보험                                      |
| 8층                 | 미래에셋생명보험                                      |
| 7층                 | 미래에셋생명보험                                      |
| 6층                 | 교보증권                                              |
| 5층                 | 교보증권                                              |
| 4층                 | 비나우                                                |
| 3층                 | 로리스 더 프라임 립                                   |
| 2층                 | 국민은행 강남VIP센터                                  |
| 1층                 | 로비, 스타벅스, 폴바셋                                |
| 지하 1층            | 크림치과, 크림VIP라운지, 지티타워약국, 더플라잉팬레드 |
| 지하 2층            | 비앤빛강남밝은세상안과                                |
| 지하 3층 ~ 지하 8층 | 지하주차장                                            |

## 화제
동관 GT타워 1.5m짜리 직선 바를 다양한 경사각으로 이어 붙여 원하는 모양을 만드는 것이다. 그리고 춤추는 빌딩이라고도 해서 화제가 되었다.

## 대중문화
- 2014년 - 별에서 온 그대에 나온다.

## 갤러리

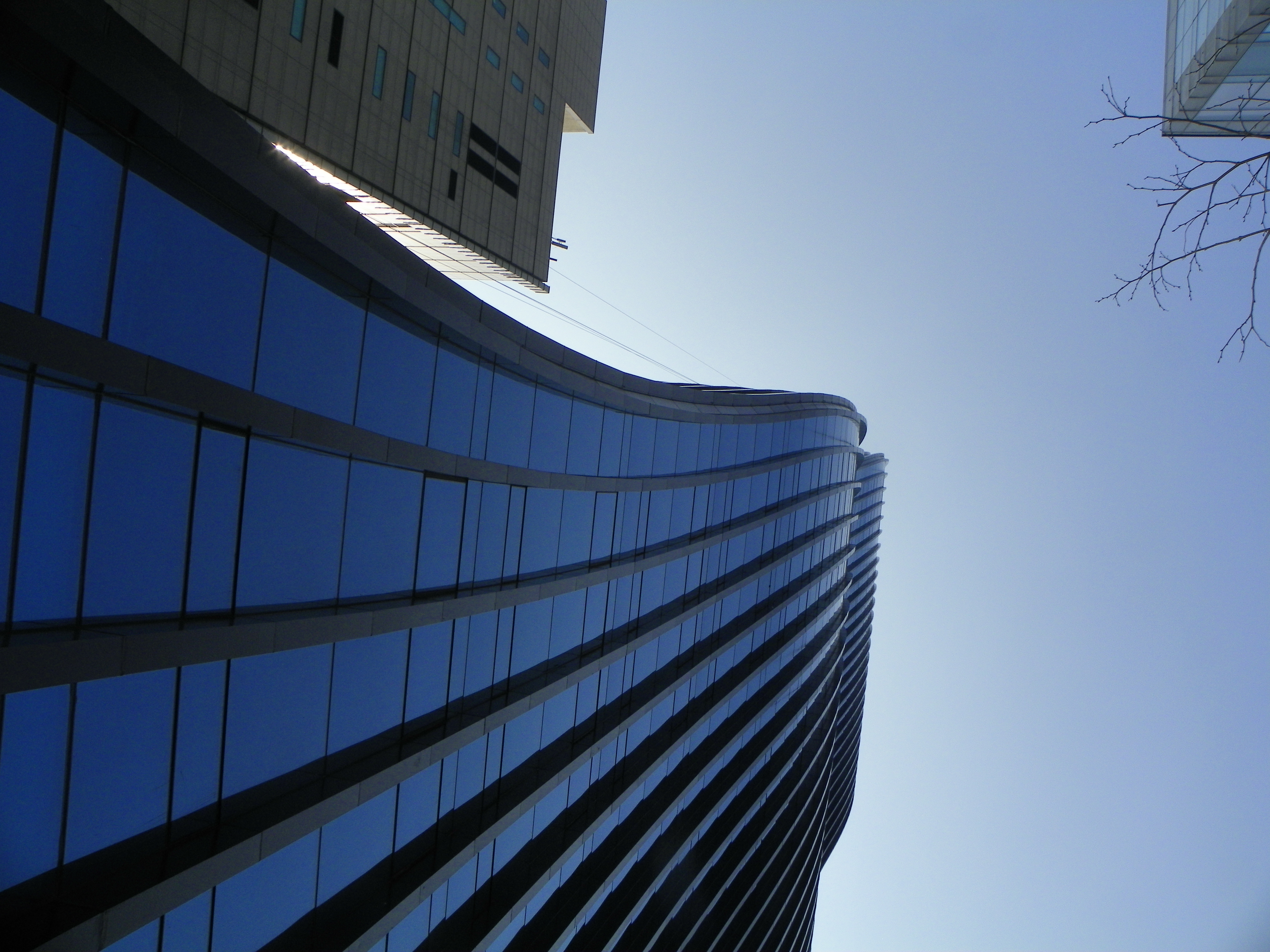

## 같이 보기
- 대림산업